# Paca Orell Salom
Paca Orell Salom (Buñola, 10 de enero en 1967) fue una futbolista mallorquina activa entre 1981 y 1988.

## Biografía
Orell fue una de las jugadoras más destacadas de los primeros años del fútbol femenino en Mallorca cuando se inició la competición en 1981. Estuvo activa durante varias temporadas en tres clubes mallorquines: tres en el CD CIDE (1981-1984), en el CD Atlético Baleares (1984-1985) y tres en la SE Joventut Bunyola (1985-1988), donde se retiró. Jugaba en la posición de delantera y ejerció de capitana en todos los equipos a los que perteneció, además de lograr el título de máxima goleadora en todas las temporadas de liga regular.
Fue la primera jugadora de las Islas Baleares convocada per la selección española. Fue en el partido disputado contra la selección de Hungría, el 27 de abril de 1985, clasificatorio para la Eurocopa de Noruega (1987); pero no llegó a debutar.

## Palmarés
Campeonato de Mallorca
- 6 campeonatos: 1981-82, 1982-83, 1983-84 (CIDE), 1984-85 (Atlético Baleares), 1985-86 y 1986-87 (Joventut Bunyola)
- 1 subcampeonato: 1987-88 (Joventut Bunyola)

Copa Presidente (*)
- 4 campeonatos: 1982, 1983, 1984 (CIDE) y 1986 (Joventut Bunyola)

Copa de la Reina
- Cuartos de final: 1983, 1984 (CIDE), 1985 (Atlético Baleares) y 1986 (Joventut Bunyola)
- Fase de grupos: 1987 (Joventut Bunyola)

(*) Competición de liga disputada después del campeonato de Mallorca, dado que éste ocupaba pocas fechas.

## Reconocimientos
El 2018 fue homenajeada públicamente por el Atlético Baleares con motivo de la presentación oficial del equipo femenino del club blanquiazul cuando éste fue reconstituido.